# 八島町 (大垣市)
八島町（やしまちょう/はしまちょう）は、岐阜県大垣市の地名。丁番を持たない単独町名である。

## 地理
大垣市北部に位置する。町域の西部は中野町、宿地町、室村町、見取町で接し、南部と東部は林町で接する。北部は国道21号を境に中川町と接する。主に住宅地が広がっている。北部の国道21号を中心に店舗が並んでいる。

## 歴史

### 沿革
- 1616年 (元和2年) 林中村の枝郷・林入方。
- 1645年 (正保2年) 安八郡林中村とある。
- 1875年 (明治8年) 入方(八島)林村へ入る。
- 1897年 (明治30年) 安八郡中川村林中字八島。
- 1949年 (昭和24年) 大垣市八島町となる。

## 世帯数と人口
2018年（平成30年）10月31日現在の世帯数と人口は以下の通りである。
| 町丁   | 世帯数  | 人口    |
| ------ | ------- | ------- |
| 八島町 | 520世帯 | 1,173人 |

## 小・中学校の学区
市立小・中学校に通う場合、学区は以下の通りとなる。
| 番・番地等 | 小学校           | 中学校           |
| ---------- | ---------------- | ---------------- |
| 全域       | 大垣市立北小学校 | 大垣市立北中学校 |

## 交通

### 道路
- 国道21号

## 施設
- 大垣市立北小学校
- 大垣市立北中学校
- 大垣市北公園

## その他

### 日本郵便
- 郵便番号 : 503-0016[2]（集配局：大垣郵便局[5]）。